# Aloe mitriformis

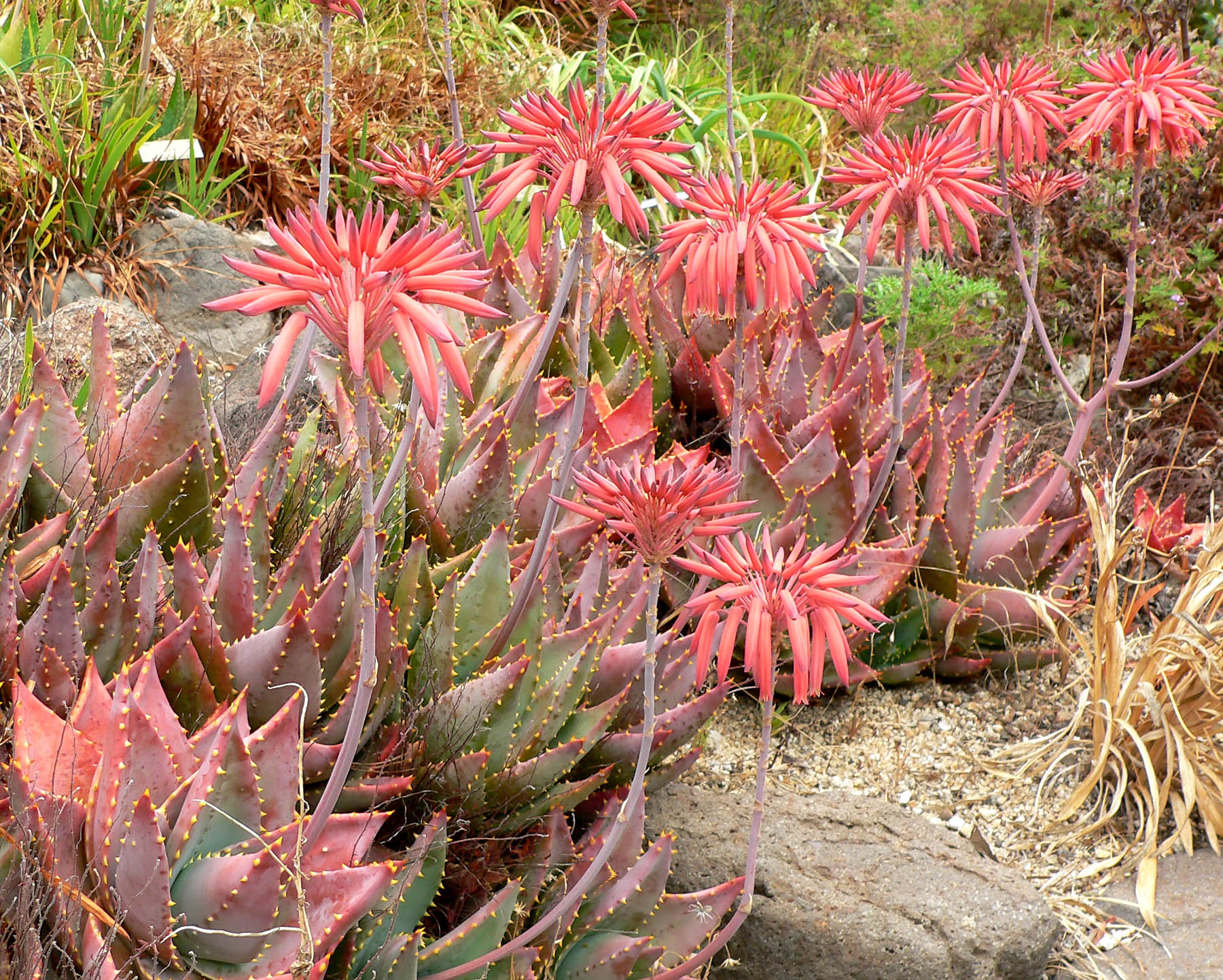
Blütenstand

Aloe mitriformis ist eine Pflanzenart der Gattung der Aloen in der Unterfamilie der Affodillgewächse (Asphodeloideae). Das Artepitheton mitriformis leitet sich von den lateinischen Worten mitris für ‚Mitra‘ sowie -formis für ‚geformt‘ ab und verweist auf Form der Blattrosettenspitze.

## Beschreibung

### Vegetative Merkmale
Aloe mitriformis wächst stammbildend, verzweigt an der Basis oder darüber und bildet dichte spreizklimmende Gruppen. Die niederliegenden, bis zu 2 Meter langen Stämme weisen Durchmesser von 6 Zentimeter auf. Die eiförmig-lanzettlichen Laubblätter bilden dichte Rosetten. Ihre glauk-grüne bis grüne und selten gefleckte Blattspreite ist bis zu 20 Zentimeter lang und 10 bis 15 Zentimeter breit. Die Blattunterseite ist meist zur Spitze hin gekielt. Der Kiel trägt etwa vier bis sechs Stacheln. An der Blattspitze sitzt ein einzelner oder zweispaltiger Dorn. Die weißlichen bis gelblichen Zähne am Blattrand sind 4 bis 6 Millimeter lang und stehen 10 bis 15 Millimeter voneinander entfernt. Der Blattsaft ist trocken gelblich.

### Blütenstände und Blüten
Der Blütenstand besteht aus zwei bis vier Zweigen und ist 40 bis 60 Zentimeter lang. Die dichten, kopfigen Trauben sind 10 bis 12 Zentimeter lang. Die lanzettlich spitz zulaufenden Brakteen weisen eine Länge von 10 Millimeter auf und sind 5 bis 6 Millimeter breit. Die trüb scharlachroten Blüten stehen an 40 bis 45 Millimeter langen Blütenstielen. Die Blüten sind 40 bis 45 Millimeter lang und an ihrer Basis verschmälert. Oberhalb des Fruchtknotens sind sie leicht verengt und dann zu ihrer Mündung hin erweitert. Ihre äußeren Perigonblätter sind nicht miteinander verwachsen. Die Staubblätter und der Griffel ragen bis zu 2 Millimeter aus der Blüte heraus.

### Genetik
Die Chromosomenzahl beträgt {\displaystyle 2n=14}.

## Systematik und Verbreitung
Aloe mitriformis ist in der südafrikanischen Provinz Westkap verbreitet.
Die Erstbeschreibung durch Philip Miller wurde 1768 veröffentlicht. Synonyme sind Aloe mitriformis var. humilior Haw. (ohne Jahr), Aloe perfoliata var. ν L. (1753), Aloe perfoliata var. mitriformis (Mill.) Aiton (1789), Aloe perfoliata var. ξ Willd. (1799), Aloe mitriformis var. elatior Haw. (1804), Aloe xanthacantha Salm-Dyck (1854) und Aloe parvispina Schönland (1905).
Hugh Francis Glen und David Spencer Hardy stellten Aloe mitriformis im Jahr 2000 als Synonym zur ungenügend bekannten Art Aloe perfoliata. Sie gaben jedoch für ihr Vorgehen keinerlei Erklärung. Ronell R. Klopper (* 1974), Gideon F. Smith, Estrela Figueiredo (* 1963) und Abraham Erasmus van Wyk unterbreiteten 2016 den Vorschlag den Namen Aloe perfoliata zurückzuweisen. Das zuständige Committee for Vascular Plants der International Association for Plant Taxonomy lehnte diesen Vorschlag ein Jahr später jedoch ab.
Es werden folgende Unterarten unterschieden:
- Aloe mitriformis subsp. mitriformis
- Aloe mitriformis subsp. comptonii (Reynolds) Zonn.[8]
- Aloe mitriformis subsp. distans (Haw.) Zonn.[8]

## Nachweise